# ديكاتور (ألاباما)
ديكاتور (بالإنجليزية: Decatur)‏ هي مدينة أمريكية تقع في ولاية ألاباما.تبلغ مساحة هذه المدينة 155.1 (كم²)،ويبلغ عدد سكانها 55683 نسمة حسب إحصاء سنة 2010 م.تشير الإحصاءات بأن الكثافة السكانية في هذه المدينة تقدر بـ(388.58) نسمة/كم2.

## التركيبة السكانية
حدّد مكتب تعداد الولايات المتحدة بيانات التركيبة السكانية لديكاتور في تعداد الولايات المتحدة. في ما يلي، التركيبة السكانية حسب تعدادي 2000 و2010.

### تعداد عام 2000
بلغ عدد سكان ديكاتور 53,929 نسمة بحسب تعداد عام 2000، وبلغ عدد الأسر 21,824 أسرة وعدد العائلات 14,752 عائلة مقيمة في المدينة. في حين سجلت الكثافة السكانية 342.9 نسمة لكل كيلومتر مربع (888.1/ميل2). وبلغ عدد الوحدات السكنية 23,950 وحدة بمتوسط كثافة قدره 152.3 لكل كيلومتر مربع (394.5/ميل2).
وتوزع التركيب العرقي للمدينة بنسبة 75.50% من البيض و19.56% من الأمريكيين الأفارقة و0.58% من الأمريكيين الأصليين و0.70% من الأمريكيين ذوي الأصول الآسيوية و0.13% من سكان جزر المحيط الهادئ و2.22% من الأعراق الأخرى و1.33% من عرقين مختلطين أو أكثر و5.64% من الهسبانيون أو اللاتينيون من أي عرق.
بلغ عدد الأسر 21,824 أسرة كانت نسبة 34.6% منها لديها أطفال تحت سن الثامنة عشر تعيش معهم، وبلغت نسبة الأزواج القاطنين مع بعضهم البعض 50.7% من أصل المجموع الكلي للأسر، ونسبة 13.4% من الأسر كان لديها معيلات من الإناث دون وجود شريك، بينما كانت نسبة 3.5% من الأسر لديها معيلون من الذكور دون وجود شريكة وكانت نسبة 32.4% من غير العائلات. تألفت نسبة 28.9% من أصل جميع الأسر من عدة أفراد يعيشون في نفس المنزل ونسبة 10.7% كانت تتألف من شخص يعيش بمفرده يبلغ من العمر 65 عاماً أو أكثر. وبلغ متوسط حجم الأسرة المعيشية 2.43، أما متوسط حجم العائلات فبلغ 2.99.
بلغ العمر الوسطي للسكان 36.3 عاماً. وكانت نسبة 25.3% من القاطنين تحت سن الثامنة عشر، وكانت نسبة 8.7% بين الثامنة عشر والرابعة والعشرين عاماً، ونسبة 29% كانت واقعةً في الفئة العمرية ما بين الخامسة والعشرين والرابعة والأربعين عاماً، ونسبة 22.8% كانت ما بين الخامسة والأربعين والرابعة والستين، ونسبة 12.5% كانت ضمن فئة الخامسة والستين عاماً فما فوق. يوجد لكل 100 أنثى 91.7 ذكر، ويوجد لكل 100 أنثى في الثامنة عشر من عمرها فما فوق 88.6 ذكر.
بلغ متوسط دخل الأسرة في المدينة 33,845 دولارًا، أما متوسط دخل العائلة فبلغ 42,544 دولارًا. وكان متوسط دخل الذكور 34,284 دولارًا مقابل 21,821 دولارًا للإناث. وسجل دخل الفرد الخاص بالمدينة 18,382 دولارًا. وكانت نسبة 13.7% من العائلات ونسبة 16.6% من السكان تحت خط الفقر، وكان من هؤلاء نسبة 23.5% تحت سن الثامنة عشر ونسبة 13.4% في الخامسة والستين من العمر وما فوق.

### تعداد عام 2010
بلغ عدد سكان ديكاتور 55,683 نسمة بحسب تعداد عام 2010، وبلغ عدد الأسر 22,576 أسرة وعدد العائلات 14,918 عائلة مقيمة في المدينة. في حين سجلت الكثافة السكانية 354.1 نسمة لكل كيلومتر مربع (917.1/ميل2). وبلغ عدد الوحدات السكنية 24,538 وحدة بمتوسط كثافة قدره 156 لكل كيلومتر مربع (404.0/ميل2).
وتوزع التركيب العرقي للمدينة بنسبة 66.52% من البيض و21.67% من الأمريكيين الأفارقة و0.70% من الأمريكيين الأصليين و0.90% من الأمريكيين ذوي الأصول الآسيوية و0.14% من سكان جزر المحيط الهادئ و7.88% من الأعراق الأخرى و2.19% من عرقين مختلطين أو أكثر و12.36% من الهسبانيون أو اللاتينيون من أي عرق.
بلغ عدد الأسر 22,576 أسرة كانت نسبة 32.5% منها لديها أطفال تحت سن الثامنة عشر تعيش معهم، وبلغت نسبة الأزواج القاطنين مع بعضهم البعض 46% من أصل المجموع الكلي للأسر، ونسبة 15.6% من الأسر كان لديها معيلات من الإناث دون وجود شريك، بينما كانت نسبة 4.6% من الأسر لديها معيلون من الذكور دون وجود شريكة وكانت نسبة 33.9% من غير العائلات. تألفت نسبة 29.9% من أصل جميع الأسر من عدة أفراد يعيشون في نفس المنزل ونسبة 11.4% كانت تتألف من شخص يعيش بمفرده يبلغ من العمر 65 عاماً أو أكثر. وبلغ متوسط حجم الأسرة المعيشية 2.42، أما متوسط حجم العائلات فبلغ 2.99.
بلغ العمر الوسطي للسكان 37.9 عاماً. وكانت نسبة 24.1% من القاطنين تحت سن الثامنة عشر، وكانت نسبة 9% بين الثامنة عشر والرابعة والعشرين عاماً، ونسبة 26.1% كانت واقعةً في الفئة العمرية ما بين الخامسة والعشرين والرابعة والأربعين عاماً، ونسبة 26.3% كانت ما بين الخامسة والأربعين والرابعة والستين، ونسبة 14.5% كانت ضمن فئة الخامسة والستين عاماً فما فوق. وتوزع التركيب الجنسي للسكان بنسبة 48.1% ذكور و51.9% إناث.

## المناخ
يظهر الجدول التالي التغييرات المناخية على مدار السنة لديكاتور:
| البيانات المناخية لـديكاتور                  | البيانات المناخية لـديكاتور | البيانات المناخية لـديكاتور | البيانات المناخية لـديكاتور | البيانات المناخية لـديكاتور | البيانات المناخية لـديكاتور | البيانات المناخية لـديكاتور | البيانات المناخية لـديكاتور | البيانات المناخية لـديكاتور | البيانات المناخية لـديكاتور | البيانات المناخية لـديكاتور | البيانات المناخية لـديكاتور | البيانات المناخية لـديكاتور | البيانات المناخية لـديكاتور |
| الشهر                                        | يناير                       | فبراير                      | مارس                        | أبريل                       | مايو                        | يونيو                       | يوليو                       | أغسطس                       | سبتمبر                      | أكتوبر                      | نوفمبر                      | ديسمبر                      | المعدل السنوي               |
| -------------------------------------------- | --------------------------- | --------------------------- | --------------------------- | --------------------------- | --------------------------- | --------------------------- | --------------------------- | --------------------------- | --------------------------- | --------------------------- | --------------------------- | --------------------------- | --------------------------- |
| الدرجة القصوى °ف (°م)                        | 78 (26)                     | 82 (28)                     | 87 (31)                     | 94 (34)                     | 99 (37)                     | 105 (41)                    | 108 (42)                    | 108 (42)                    | 105 (41)                    | 97 (36)                     | 86 (30)                     | 80 (27)                     | 108 (42)                    |
| متوسط درجة الحرارة الكبرى °ف (°م)            | 50.1 (10.1)                 | 54.6 (12.6)                 | 63.9 (17.7)                 | 72.7 (22.6)                 | 80.4 (26.9)                 | 87.5 (30.8)                 | 90.3 (32.4)                 | 90.3 (32.4)                 | 84.4 (29.1)                 | 73.8 (23.2)                 | 62.9 (17.2)                 | 52.7 (11.5)                 | 72.1 (22.3)                 |
| متوسط درجة الحرارة الصغرى °ف (°م)            | 31.0 (−0.6)                 | 34.1 (1.2)                  | 40.9 (4.9)                  | 48.7 (9.3)                  | 58.3 (14.6)                 | 65.6 (18.7)                 | 68.8 (20.4)                 | 67.5 (19.7)                 | 60.3 (15.7)                 | 48.6 (9.2)                  | 39.7 (4.3)                  | 33.6 (0.9)                  | 49.8 (9.9)                  |
| أدنى درجة حرارة °ف (°م)                      | −19 (−28)                   | −4 (−20)                    | 7 (−14)                     | 20 (−7)                     | 35 (2)                      | 42 (6)                      | 51 (11)                     | 50 (10)                     | 36 (2)                      | 24 (−4)                     | 0 (−18)                     | −5 (−21)                    | −19 (−28)                   |
| الهطول إنش (مم)                              | 4.63 (118)                  | 4.77 (121)                  | 4.89 (124)                  | 4.53 (115)                  | 4.44 (113)                  | 4.50 (114)                  | 4.58 (116)                  | 3.55 (90)                   | 3.58 (91)                   | 3.45 (88)                   | 4.79 (122)                  | 5.67 (144)                  | 53.38 (1٬356)               |
| المصدر: NOAA, The Weather Channel (extremes) |                             |                             |                             |                             |                             |                             |                             |                             |                             |                             |                             |                             |                             |

## أعلام
- ريتشارد هندريكس
- ماي جيميسون
- بيني بيرين
- فيليب ريفرز
- تيري أوينز
- دين جونز
- آرشي ويلسون
- لوكاس بلاك